# Bandoneón
Bandoneónen er en særlig, argentinsk variant af harmonikaen, som især har været et af hovedinstrumenterne indenfor tangoen. Dens toner dannes med blæsebælg som sine slægtninge, men den ligger anderledes i tonelejet. En af udøverne var tangokomponisten Astor Piazzolla. En af de nutidige udøvere er danske Stine Helkjær Engen[kilde mangler], som er professionel tangomusiker i Buenos Aires og medlem af orkestret Andariega. 